# Chester A. Arthur
Chester Alan Arthur (Farfield, 5. listopada 1829. – New York, 18. studenog 1886.) bio je američki političar, najpoznatiji po tome što je bio 21. predsjednik SAD-a.
Chester Alan Arthur se rodio u Vermontu, da bi se u djetinjstvu njegovi roditelji preselili u državu New York. Tamo se školovao na prestižnom Union Collegeu. Nakon kraće karijere kao predavača u Vermontu, posvetio se studiju prava i bio primljen u advokatsku komoru New Yorka godine 1854.
Godine 1861. je nakon izbijanja građanskog rata imenovan glavnim indentantom državne milicije New Yorka. Na toj poziciji je stekao veliki ugled zbog uspješnog vođenja logistike. Kasnije je imenovan glavnim inspektorom oružanih snaga i vrhovnim intendantom u činu brigadnog generala.
Arthur se nakon rata vratio advokaturi, ali je u međuvremenu stekao utjecajne prijatelje, od kojih je najvažniji bio republikanski političar Roscoe Conkling. Nakon što je za predsjednika izabran republikanac Grant, Conkling se potrudio za svoje pristaše ishoditi što je moguće više unosnih položaja u federalnoj upravi. Arthur je tako godine 1871. postao glavnim carinikom u njujorškoj luci.
Arthur je, za razliku od mnogih svojih prethodnika, tu funkciju vršio savjesno i prilično uspješno. Međutim, kada je predsjednikom postao reformatorski nastrojeni Hayes, na njegov udar su došla politička imenovanja po "sistemu plijena", uključujući Arthurovo. Godine 1878. Arthur je smijenjen te se priključio frakciji tzv. Nepokolebljivih unutar Republikanske stranke, čiji je cilj bio suprotstaviti se reformi federalne uprave i očuvati "sistem plijena".
Na republikanskoj konvenciji 1880. godine Grant kao favorit Nepokolebljivih je poražen od reformatora Garfielda. Nepokolebljivi su kao utjehu dobili mjesto potpredsjednika koje je pripalo Arthuru. Iste godine Garfield je izabran za predsjednika.
Dana 2. srpnja 1881. Garfielda je ustrijelio Charles J. Guiteau, fanatični pristaša Nepokolebljivih, kojemu je glavni motiv bilo nastojanje da Arthur postane predsjednik. Nakon što je Garfield od posljedica ranjavanja umro, Arthur je 19. rujna 1881. položio zakletvu kao predsjednik.
Međutim, kada je preuzeo Bijelu kuću, Arthur je smatrao kako ima moralnu dužnost nastaviti s onim što je bio započeo njegov ubijeni prethodnik. Na veliko razočaranje svojih pristaša, Arthur je proveo cijeli niz reformi federalne uprave. Od njih je najvažnija bilo donošenje tzv. Pendletonovog zakona kojim je konačno ukinut tzv. "sistem plijena" ustanovljen kao običaj za vrijeme predsjednika Jacksona. Umjesto da se svi položaji i namještenja u državnoj upravi dijele po kriteriju stranačke pripadnosti, ustanovljene su kategorije službenika i namještenika koji se primaju isključivo na temelju pismenog ispita i stručnih kvalifikacija, odnosno ne mogu se smijeniti osim u za to točno određenim okolnostima. Tako su SAD po prvi put u svojoj historiji dobile modernu birokraciju.
Arthur se također suočio i s dotada uglavnom zanemarivanim socijalnim i političkim problemima do koje je dovela sve veća imigracija u SAD. Godine 1882. su doneseni prvi propisi u cilju reguliranja i ograničenja imigracije, a Kinezima je zabranjeno naseljavanje na području SAD. Arthur je također snizio carinske stope, čime je stekao popularnost među farmerima, ali neprijateljstvo protekcionistički raspoloženih industrijalaca koji su bili glavni financijeri Republikanske stranke.
Iako je pred kraj mandata uživao relativnu dobru popularnost u američkoj javnosti te iako je uspješno krio da pati od teške bubrežne bolestu, Arthur nije uspio godine 1884. ishoditi republikansku nominaciju za predsjedničkog kandidata. Njegov suparnik James G. Blaine je kasnije na izborima poražen od demokratskog kandidata Grovera Clevelanda.
Nakon isteka mandata Arthur se vratio u New York, a dvije godine kasnije umro od moždanog udara.

## Vanjske poveznice
- White House Biography  Arhivirana inačica izvorne stranice od 17. siječnja 2009. (Wayback Machine)
- First State of the Union Address of Chester A. Arthur  Arhivirana inačica izvorne stranice od 9. studenoga 2006. (Wayback Machine)
- Second State of the Union Address of Chester A. Arthur  Arhivirana inačica izvorne stranice od 28. lipnja 2006. (Wayback Machine)
- Third State of the Union Address of Chester A. Arthur  Arhivirana inačica izvorne stranice od 28. lipnja 2006. (Wayback Machine)
- Fourth State of the Union Address of Chester A. Arthur  Arhivirana inačica izvorne stranice od 28. lipnja 2006. (Wayback Machine)
- Medical and Health history of Chester A. Arthur